# Neonitis rhodesiae
Neonitis rhodesiae là một loài bọ cánh cứng trong họ Bọ hung (Scarabaeidae).